# Francesco da Copertino
Frate Francesco da Copertino (Copertino, 1617 – Copertino, 8 gennaio 1692) è stato un religioso e architetto italiano.

## Biografia
Quando monsignor Vincenzo Lanfranchi incaricò per la progettazione e per la messa in opera del seminario di Matera, fra Francesco da Copertino ad incaricarsi dei lavori. Fra Francesco da Copertino era nato il 1617 da Cataldo Giulio e Margherita Gattino. Il suo nome era Cataldo Donato. Fu frate laico cappuccino del convento di Nardò.
All'età di 51 anni iniziò dunque la costruzione del seminario di Matera, che portò a termine nel 1673. L'8 gennaio 1692, all'età di circa 75 anni, cessava di vivere in Copertino; fu sepolto nella collegialità della chiesa madre.